# Зубовка (Новосибирская область)
Зубовка — село в Татарском районе Новосибирской области. Административный центр Зубовского сельсовета.

## География
Площадь села — 377 гектаров.

## Население
| 2002 | 2007 | 2010 | 2012 | 2013 | 2014 | 2015 |
| ---- | ---- | ---- | ---- | ---- | ---- | ---- |
| 671  | ↘630 | ↘505 | ↘485 | ↘468 | ↘451 | ↘442 |
| 2016 | 2017 | 2018 | 2019 | 2020 | 2021 |      |
| ↘432 | ↘429 | ↗431 | ↘427 | ↘421 | ↘396 |      |

## Инфраструктура
В селе по данным на 2007 год функционируют 1 учреждение здравоохранения и 2 учреждения образования.